# Мајонез
Мајонез је незаобилазна појава у свакој савременој кухињи. Мајонез је крем сос који је сачињен од уља, жуманцета јајета, лимуновог сока или сирћета, уз со или зачинe. Овај кремасти сос је стабилна емулзија, гушћа или ређа, али свакако задржава свој облик. Емулзију потпомаже лецитин и протеин из жуманцета, али може се додати и сенф који такође помаже. Мајонез је обично светложуте до беле боје и једе се хладан. Први су га направили Шпанци, али Французи су га прославили и дали му име. У другим земљама Медитерана као основа се користи маслиново уље или мешано са другим биљним уљима. Постоји и мајонез без јаја, који има знатно мањи садржај уља, али садржи адитиве који му омогућавају да задржи емулзију. Веома тешко га је направити у кућној варијанти, а и боја му је другачија (бела) и лакше се разводни. Мајонез се служи са осталом храном попут помфрита, пљескавица и уз јела од јаја и меса, као и салате. Саставни је део Руске салате, која је незаобилазни фактор у свим могућим славама и прославама. Тартар сос је мајонез у који су додати сецкани кисели краставчићи.
Мајонез је један од најбитнијих сосова у класичној француској кухињи, тако да је основа за многе остале сосове и преливе за салате. Комерцијални варијетети без јаја се праве за вегане и друге који желе да избегну кокошија јаја или дијетални холестерол.

## Историја
Луј Франсоа Арман де Вињеро, војвода од Ришељеа, био је вешт војсковођа и дипломата, а 1748. године постао је и маршал Француске. Посебно се истакао у Седмогодишњем рату и уз савезника Аустрију приморао је 1757. године Енглезе на капитулацију. Међутим, годину дана раније, тачније 28.јуна 1756. године, победоносно се искрцао на острво Менорку. Чиме је стигао у луку Махон, сви су се разлетели да га што боље дочекају. На посебној муци били су кувари јер је избор намирница којима су располагали био прилично оскудан, а требало је угостити великог војсковођу. Вештином су надокнадили немаштину: од јаја, уља, сирћета и свежих зачинских трава направили су фини сос који би се допао војводи и да није био тако гладан. Сос је добио назив махонез, по луци у којој је први пут направљен, али је касније постао познат широм света по нешто измењеном називу – мајонез. Данас се мајонез производи и домаћи и индустријски, у много варијанти, али су основне намирнице увек исте, само у различитим односима и са различитим додацима

## Састојци
- Жуманце јајета
- Уље (сунцокретово или маслиново)
- Лимунов сок или сирће
- Сенф

Традиционални мајонез је мешавина јаја, лимуновог сока, уља и зачина (обично сенф). Мајонез направљен на овај начин обично може да садржи 70-80% масти. Поред великог садржаја масти у односу на воду, мајонез је емулзија уља у води.

## Нутритивне вредности
Типична формулација комерцијално направљеног мајонеза (не са мало масти) може да садржи чак 80% биљног уља, обично сојиног, репичиног, сунцокретовог или кукурузног уља, у зависности од региона производње, али, у специјалним производима, понекад и маслиново уље или уље авокада. Вода чини око 7% до 8%, а жуманца око 6%. Неке формуле користе цела јаја уместо само жуманца. Преостали састојци укључују сирће (4%), со (1%) и шећер (1%). Формуле са ниским садржајем масти обично имају смањен садржај уља на само 50% и повећан садржај воде на око 35%. Садржај јаја је смањен на 4%, а сирћета на 3%. Шећер је повећан на 1,5%, а со смањен на 0,7%. Гуме или згушњивачи (4%) се додају да би се повећао вискозитет, побољшала текстура и обезбедила стабилна емулзија. Мајонез се припрема на неколико метода, али у просеку садржи око 700 kcal (2.900 kJ) на 100 грама, односно 94 килокалорије (Cal) по супеној кашики. Ово чини мајонез калорично густом храном.
Садржај хранљивих материја у мајонезу (> 50% јестивог уља, 9-11% соли, 7-10% шећера у воденој фази) чини га погодним као извор хране за многе квареће организме. Скуп услова као што је pH између 3,6 и 4,0 и ниска активност воде aw од 0,925, ограничава раст квасца, неколико бактерија и плесни. Квасци из рода Saccharomyces, Lactobacillus fructivorans, и Zygosaccharomyces bailii су врсте одговорне за кварење мајонеза. Карактеристике кварења које изазива Z. bailli су одвајање производа и мирис „квасца”. Једна студија сугерише да додавање инкапсулираних ћелија Bifidobacterium bifidum и B. infantis продужава живот мајонеза до 12 недеља без кварења микроорганизама.

## Salmonella
Мајонез, комерцијално прерађен и домаћи, повезује се са болестима од салмонеле широм света. Потврђено је да су извор салмонеле сирова јаја. Забележено је неколико епидемија са смртним случајевима, уз неколико већих инцидената. У избијању епидемије у Данској 1955. године, 10.000 људи је било погођено салмонелом од контаминираног мајонеза направљеног у великој кухињи. Утврђено је да је pH мајонеза 5,1, са бројем салмонеле од 180.000 CFU/g. Друга епидемија, такође у Данској, изазвала је 41 инфекцију са два смртна случаја. pH контаминираног мајонеза био је 6,0, са бројем салмонеле од 6 милиона CFU/g. Године 1976. дошло је до озбиљних избијања салмонелозе на четири лета ка и из Шпаније, што је изазвало 500 случајева и 6 смртних случајева. У САД, 404 особе су се разболеле, а девет је умрло у болници у Њујорку због мајонеза припремљеног у болници. У свим случајевима салмонелозе, главни разлог је било неадекватно закисељавање мајонеза, са pH вишим од препоручене горње границе од 4,1, са сирћетном киселином као главним агенсом за закисељавање. Неки брендови користе пастеризована јаја што може да смањи овај фактор ризика.

## Оригинални рецепт
Три свежа жуманцета посолити, побиберити, додати кашичицу сирћета и измешати. Затим овој маси постепено додавати пола литра уља, најпре у веома танком млазу, а затим по неколико капи, уз стално мешање, увек у истом смеру. Уље мора бити собне температуре, ако је хладно умак може да се згруша. Када сос почне да се згушњава, додати још пола кашичице сирћета, а потом постепено и остатак уља, уз мешање. На крају додати и кашику узавреле воде. Готов сос украсити листићима першуна.

## Употреба мајонеза у земљама широм Света
Чиле је трећи највећи потрошач мајонеза по глави становника и први у Латинској Америци. Чилеанци га користе на Лоцос, цомплетос, помфрит и на куваном кромпиру нарезаном у салати под називом “Папас Маyо”. У европским земљама, нарочито у Белгији и Холандији, мајонез се често послужује са помфритом или чипсом. Такође се служи са хладном пилетином или тврдо куваним јајима у Француској, Пољској, Великој Британији, земљама Бенелуxа, Мађарске, Аустрије, балтичким земљама и источној Европи. Мајонез који се продавао у стакленим теглама настао је у Филаделфији 1907. године, када је Амелиа Сцхлорер одлучила продавати свој мајонез. Рецепт који је имала, изворно је користила у салатама које је продавала у својој породичној продавници. У исто време Њујорку, породица из Ветсцхау пореклом из Немачке, радила је при Рицхард Хеллманн-а компанији. Са познатим домаћим рецептом за прављење мајонеза, ова компанија је брзо постала популарна са својим производом да га је почела продавати у дрвеним кутијама које су служиле за мерење маслаца. Јапански мајонез је углавном израђен са јабучним или пиринчаним сирћетом и малом количином МСГ, што му даје другачији укус од мајонеза израђеног од дестилованог сирћета. Осим салате, мајонез је популаран као додатак јапанским јелима попут окономиyаки, такоyаки и yакисоба, а може се додавати и у јело Катсу, а понекад се послужује уз кувано поврће и уз познати сусхи. Занимљиво је да се мајонез у Јапану често ставља на пицу, а да га често користе за кување, где може заменити маслац или уље и за пржење поврћа или меса. Мајонез је јако популаран у Русији, а прави се од сунцокретовог уља, који даје врло препознатљив укус. Студија је показала да је 2004. Русија једина земља на тржишту у Европи, где се мајонез продаје више од кечапа. Користи се као умак у најпопуларнијој салати у Русији, као што је руска салата или салата Оливиер. Осим тога у многим земљама источне Европе (Русија, Украјина, Белорусија, итд), могу се пронаћи различити комерцијални укуси мајонеза: укус маслина, препеличијег јајета и лимуна. Кина је земља која мајонез углавном увоз.